# Tân Hưng Đông
Tân Hưng Đông là một xã thuộc huyện Cái Nước, tỉnh Cà Mau, Việt Nam.

## Địa lý
Xã Tân Hưng Đông nằm ở phía tây nam huyện Cái Nước, có vị trí địa lý:
- Phía đông giáp xã Đông Hưng
- Phía tây giáp huyện Phú Tân
- Phía nam giáp thị trấn Cái Nước và xã Trần Thới
- Phía bắc giáp xã Hòa Mỹ.

Xã Tân Hưng Đông có diện tích 52,54 km², dân số năm 2022 là 20.470 người, mật độ dân số đạt 389 người/km².

## Hành chính
Xã Tân Hưng Đông được chia thành 12 ấp: Cái Hàng, Công Nghiệp, Đông Hưng, Giải Phóng, Hoàng Lân, Láng Tượng, Nghĩa Hiệp, Ông Khâm, Rạch Dược, Tân Phú, Tân Tạo, Trần Mót.

## Lịch sử
Ngày 25 tháng 7 năm 1979, Hội đồng Chính phủ ban hành Quyết định số 275-CP về việc chia xã Tân Hưng Đông thành 3 xã: Tân Hưng Đông, Tân Hiệp và Cái Nước.
Ngày 2 tháng 2 năm 1991, Ban Tổ chức Chính phủ ban hành Quyết định số 51/QĐ-TCCP về việc sáp nhập xã Tân Hiệp vào xã Tân Hưng Đông.
Ngày 6 tháng 11 năm 1996, Quốc hội ban hành Nghị quyết về việc chia tỉnh Minh Hải thành tỉnh Bạc Liêu và tỉnh Cà Mau. Khi đó, xã Tân Hưng Đông thuộc huyện Cái Nước, tỉnh Cà Mau.